# 王之望
王之望（1104年—1171年），字瞻叔，襄阳谷城人（今湖北省谷城县），南宋官员、词人。

## 生平
王綱之子。崇寧三年（1104年）生。移居台州。以父荫泽补將仕郎。绍兴八年（1138年）进士，授为处州教授，次年上書宰相秦檜，極盡阿諛奉承，遂升博士。绍兴十八年（1148年）出京知荆门军，提举荆湖南常平茶盐公事，改潼川府路转运判官。紹興三十年（1160年）改成都府路計度轉運副使。除太府少卿，總領四川財賦軍馬錢糧。紹興三十二年，擔任川陕宣谕使。孝宗即位，任戶部侍郎。隆興初年，因主张弃戍德顺，导致吴璘所部三万人遭金军追杀，幸存者仅七千人，被劾提舉宮觀。首論守備不足為恃，並反對張浚北伐攻金。隆興二年（1164年）拜參知政事，不久兼同知樞密院事。因力主和議，視師江淮時，命諸將不許妄進。太學生張觀等七十二人上書，请求处死汤恩退、王之望等人。遂罷官。乾道元年（1165年）起知福州、福建路安撫使。乾道七年（1171年）冬卒於临海。谥敏肃。
王之望雖是主和派，本人是詞學大家，其作品《菩萨蛮》、《鹧鸪天》等皆脍炙人口，“手未尝释卷，博学无所不通，谈论英发，听者忘倦。”有《汉滨集》六十卷，已佚。

## 延伸阅读
[在维基数据编辑]
 《宋史·卷372》，出自脱脱《宋史》